# Qualificações para o Campeonato Europeu de Futebol Sub-19 de 2018
A Qualificação para o Campeonato Europeu de Futebol Sub-19 de 2018 foi uma competição de futebol na qual se definirão 7 seleções que irão participar no Campeonato Europeu de Futebol Sub-19 de 2018, juntamente com a Finlândia, país sede. Será realizada entre 3 de outubro de 2017 e 27 de março de 2018.

## Fase de Grupos
|  | Equipes qualificadas para a Ronda de Elite |
|  | Equipes eliminadas                         |

### Grupo 1
| Pos | Seleção    | Pts | J | V | E | D | GP | GC | SG  |
| --- | ---------- | --- | - | - | - | - | -- | -- | --- |
| 1   | Dinamarca  | 9   | 3 | 3 | 0 | 0 | 11 | 3  | +8  |
| 2   | Letónia    | 4   | 3 | 1 | 1 | 1 | 5  | 2  | +4  |
| 3   | Croácia    | 4   | 3 | 1 | 1 | 1 | 5  | 5  | 0   |
| 4   | San Marino | 0   | 3 | 0 | 0 | 3 | 0  | 11 | −11 |

| 8 de novembro de 2017 | Croácia                           | 3 - 0     | San Marino | Stadion Valbruna, Rovinj       |
| 12:00 (UTC+0)         | Kulenović 13', 20' · Nejašmić 38' | Relatório |            | Árbitro: ARM Zaven Hovhannisan |

| 8 de novembro de 2017 | Letónia      | 1 - 2     | Dinamarca                 | Stadion Kunfin, Rovinj        |
| 14:00 (UTC+0)         | Grïnbergs 3' | Relatório | Poulsen 25' · Odgaard 29' | Árbitro: GRE Georgios Kominis |

| 11 de novembro de 2017 | Dinamarca                                                           | 4 - 0     | San Marino | Stadion Kunfin, Rovinj          |
| 12:00 (UTC+0)          | Wind 2' · Frisoni 18' (a.g.) · Mølgaard Jørgensen 51' · Odgaard 71' | Relatório |            | Árbitro: ARM Zaven Hovhannisyan |

| 11 de novembro de 2017 | Croácia | 0 - 0     | Letónia | Stadion Valbruna, Rovinj      |
| 14:00 (UTC+0)          |         | Relatório |         | Árbitro: SCO Donald Robertson |

| 14 de novembro de 2017 | Dinamarca                                              | 5 - 2     | Croácia                   | Stadion Kunfin, Rovinj        |
| 12:00 (UTC+0)          | Poulsen 10', 47' · Wind 73' (pen.), 90' · Roerslev 79' | Relatório | Javorčić 61' · Špikić 63' | Árbitro: GRE Georgios Kominis |

| 14 de novembro de 2017 | San Marino | 0 - 4     | Letónia                                               | Stadion Valbruna, Rovinj      |
| 14:00 (UTC+0)          |            | Relatório | Tobers 45+1' · Samoilovs 55' · Regža 62' · Puriņš 73' | Árbitro: SCO Donald Robertson |

### Grupo 2
| Pos | Seleção          | Pts | J | V | E | D | GP | GC | SG  |
| --- | ---------------- | --- | - | - | - | - | -- | -- | --- |
| 1   | Alemanha         | 9   | 3 | 3 | 0 | 0 | 14 | 2  | +12 |
| 2   | Polónia          | 6   | 3 | 2 | 0 | 1 | 5  | 3  | +2  |
| 3   | Irlanda do Norte | 1   | 3 | 0 | 1 | 2 | 2  | 9  | -7  |
| 4   | Bielorrússia     | 1   | 3 | 0 | 1 | 2 | 1  | 8  | -7  |

| 4 de outubro de 2017 | Alemanha                                               | 5 - 1     | Bielorrússia    | Stadion Ernesta Pohla, Zabrze |
| 12:00 (UTC+0)        | Havertz 17', 57', 64' (pen.), 90+1' (pen.) · Maier 86' | Relatório | Khlebosolov 59' | Árbitro: ALB Enea Jorgji      |

| 4 de outubro de 2017 | Irlanda do Norte | 1 - 2     | Polónia                     | Stadion Piast, Gliwice        |
| 16:00 (UTC+0)        | Amos 63'         | Relatório | Łyszczarz 74' · Stasiak 84' | Árbitro: FIN Ville Nevalainen |

| 7 de outubro de 2017 | Alemanha                                                                                          | 7 - 1     | Irlanda do Norte | Stadion Piast, Gliwice       |
| 12:00 (UTC+0)        | Akkaynak 15' · Schreck 61' · Beste 67' · Havertz 81' (pen.) · Wintzheimer 88', 90+1' · Otto 90+2' | Relatório | Toal 22'         | Árbitro: MDA Dumitri Muntean |

| 7 de outubro de 2017 | Polónia                                          | 3 - 0     | Bielorrússia | Stadion Slaski, Chorzów  |
| 16:00 (UTC+0)        | Drawz 23' · Malkevich 39' (a.g.) · Łyszczarz 48' | Relatório |              | Árbitro: ALB Enea Jorgji |

| 10 de outubro de 2017 | Polónia | 0 - 2     | Alemanha              | Stadion Ernesta Pohla, Zabrze |
| 18:00 (UTC+0)         |         | Relatório | Beste 68' · Maier 81' | Árbitro: FIN Ville Nevalainen |

| 10 de outubro de 2017 | Bielorrússia | 0 - 0     | Irlanda do Norte | Stadion Slaski, Chorzów      |
| 18:00 (UTC+0)         |              | Relatório |                  | Árbitro: MDA Dumitri Muntean |

### Grupo 3
| Pos | Seleção    | Pts | J | V | E | D | GP | GC | SG  |
| --- | ---------- | --- | - | - | - | - | -- | -- | --- |
| 1   | Tchéquia   | 9   | 3 | 3 | 0 | 0 | 11 | 0  | +11 |
| 2   | Escócia    | 4   | 3 | 1 | 1 | 1 | 6  | 5  | +1  |
| 3   | Luxemburgo | 2   | 3 | 0 | 2 | 1 | 5  | 10 | -5  |
| 4   | Armênia    | 1   | 3 | 0 | 1 | 2 | 3  | 10 | -7  |

| 8 de outubro de 2017 | Tchéquia                                                                 | 5 - 0     | Armênia | Terrain Poetz, Wiltz      |
| 17:00 (UTC+0)        | Graiciar 16' (pen.) · Růsek 39', 70' · Khachumyan 54' (a.g.) · Žitný 83' | Relatório |         | Árbitro: BOH Irfan Peljto |

| 8 de outubro de 2017 | Luxemburgo | 1 - 3     | Escócia                                  | Stade Alphonse Theis, Hesperange |
| 19:00 (UTC+0)        | Schaus 47' | Relatório | Duffy 73' · Hornby 86' · Aitchison 90+6' | Árbitro: CRO Mario Zebec         |

| 11 de outubro de 2017 | Escócia                                          | 3 - 3     | Armênia                               | Stade Alphonse Theis, Hesperange |
| 17:00 (UTC+0)         | Johnston 47', 69' (pen.) · Aitchison 64' ( pen.) | Relatório | Bichakhchyan 11', 55' · Melkonyan 78' | Árbitro: CRO Mario Zebec         |

| 11 de outubro de 2017 | Tchéquia                                                       | 5 - 0     | Luxemburgo | Stade Émile Mayrisch, Esch-sur-Alzette |
| 19:00 (UTC+0)         | Sedláček 24', 28', 84' (pen.) · Sadílek 41' (pen.) · Růsek 45' | Relatório |            | Árbitro: SVK Boris Marhefka            |

| 14 de outubro de 2017 | Escócia | 0 - 1     | Tchéquia   | Stade Émile Mayrisch, Esch-sur-Alzette |
| 19:00 (UTC+0)         |         | Relatório | Krejčí 87' | Árbitro: BOH Irfan Peljto              |

| 14 de outubro de 2017 | Armênia                           | 2 - 2     | Luxemburgo               | Terrain Poetz, Wiltz        |
| 19:00 (UTC+0)         | Harutyunyan 7' · Bichakhchyan 64' | Relatório | Thill 53' · D'Anzico 73' | Árbitro: SVK Boris Marhefka |

### Grupo 4
| Pos | Seleção       | Pts | J | V | E | D | GP | GC | SG  |
| --- | ------------- | --- | - | - | - | - | -- | -- | --- |
| 1   | Países Baixos | 7   | 3 | 2 | 1 | 0 | 7  | 2  | +5  |
| 2   | Hungria       | 6   | 3 | 2 | 0 | 1 | 7  | 4  | +3  |
| 3   | Eslovênia     | 4   | 3 | 1 | 1 | 1 | 8  | 4  | +4  |
| 4   | Malta         | 0   | 3 | 0 | 0 | 3 | 1  | 13 | −12 |

| 4 de outubro de 2017 | Países Baixos                        | 3 - 0     | Malta | Juliana Sportpark, 'S Gravenzande |
| 15:00 (UTC+0)        | Kadioglu 24', 25' · Piroe 87' (pen.) | Relatório |       | Árbitro: DEN Jørgen Burchardt     |

| 4 de outubro de 2017 | Hungria                 | 2 - 1     | Eslovênia        | Sportpark Ter Specke, Lisse |
| 18:00 (UTC+0)        | Szabo 58' · Lustyik 90' | Relatório | Celar 84' (pen.) | Árbitro: RUS Sergey Ivanov  |

| 7 de outubro de 2017 | Eslovênia                                             | 5 - 0     | Malta | Juliana Sportpark, 'S Gravenzande |
| 12:00 (UTC+0)        | Celar 14' · Horvat 16', 27' · Čerin 21' · Drkušič 32' | Relatório |       | Árbitro: DEN Jørgen Burchardt     |

| 7 de outubro de 2017 | Países Baixos         | 2 - 0     | Hungria | Sportpark Ter Specke, Lisse |
| 15:00 (UTC+0)        | Piroe 25' · Malen 82' | Relatório |         | Árbitro: TUR Alper Ulusoy   |

| 10 de outubro de 2017 | Eslovênia           | 2 - 2     | Países Baixos              | Juliana Sportpark, 'S Gravenzande |
| 17:00 (UTC+0)         | Zec 21' · Celar 87' | Relatório | Kadioglu 81' · Malen 90+5' | Árbitro: RUS Sergey Ivanov        |

| 10 de outubro de 2017 | Malta    | 1 - 5     | Hungria                                                         | Sportpark Ter Specke, Lisse |
| 17:00 (UTC+0)         | Borg 34' | Relatório | Kundrák 16' · Bévárdi 54' (pen.), 62' (pen.) · Torvund 66', 82' | Árbitro: TUR Alper Ulusoy   |

### Grupo 5
| Pos | Seleção            | Pts | J | V | E | D | GP | GC | SG  |
| --- | ------------------ | --- | - | - | - | - | -- | -- | --- |
| 1   | Macedônia do Norte | 9   | 3 | 3 | 0 | 0 | 10 | 2  | +8  |
| 2   | Bélgica            | 6   | 3 | 2 | 0 | 1 | 9  | 5  | +4  |
| 3   | Suíça              | 3   | 3 | 1 | 0 | 2 | 9  | 8  | +1  |
| 4   | Liechtenstein      | 0   | 3 | 0 | 0 | 3 | 1  | 14 | -13 |

### Grupo 6
| Pos | Seleção  | Pts | J | V | E | D | GP | GC | SG |
| --- | -------- | --- | - | - | - | - | -- | -- | -- |
| 1   | Áustria  | 9   | 3 | 3 | 0 | 0 | 5  | 0  | +5 |
| 2   | Kosovo   | 6   | 3 | 2 | 0 | 1 | 5  | 2  | +3 |
| 3   | Israel   | 3   | 3 | 1 | 0 | 2 | 2  | 4  | -2 |
| 4   | Lituânia | 0   | 3 | 0 | 0 | 3 | 0  | 6  | -6 |

### Grupo 7
| Pos | Seleção    | Pts | J | V | E | D | GP | GC | SG |
| --- | ---------- | --- | - | - | - | - | -- | -- | -- |
| 1   | Irlanda    | 7   | 3 | 2 | 1 | 0 | 7  | 1  | +6 |
| 2   | Sérvia     | 6   | 3 | 2 | 0 | 1 | 6  | 3  | +3 |
| 3   | Chipre     | 3   | 3 | 1 | 0 | 2 | 2  | 7  | -5 |
| 4   | Azerbaijão | 1   | 3 | 0 | 1 | 2 | 2  | 6  | -4 |

### Grupo 8
| Pos | Seleção     | Pts | J | V | E | D | GP | GC | SG |
| --- | ----------- | --- | - | - | - | - | -- | -- | -- |
| 1   | Inglaterra  | 9   | 3 | 3 | 0 | 0 | 9  | 1  | +8 |
| 2   | Bulgária    | 6   | 3 | 2 | 0 | 1 | 4  | 2  | +2 |
| 3   | Islândia    | 3   | 3 | 1 | 0 | 2 | 4  | 5  | -1 |
| 4   | Ilhas Faroé | 0   | 3 | 0 | 0 | 3 | 1  | 10 | -9 |

### Grupo 9
| Pos | Seleção  | Pts | J | V | E | D | GP | GC | SG |
| --- | -------- | --- | - | - | - | - | -- | -- | -- |
| 1   | Itália   | 9   | 3 | 3 | 0 | 0 | 9  | 3  | +6 |
| 2   | Suécia   | 6   | 3 | 2 | 0 | 1 | 9  | 3  | +6 |
| 3   | Moldávia | 3   | 3 | 1 | 0 | 2 | 3  | 7  | -4 |
| 4   | Estónia  | 0   | 3 | 0 | 0 | 3 | 1  | 9  | -8 |

### Grupo 10
| Pos | Seleção   | Pts | J | V | E | D | GP | GC | SG  |
| --- | --------- | --- | - | - | - | - | -- | -- | --- |
| 1   | Romênia   | 9   | 3 | 3 | 0 | 0 | 12 | 2  | +10 |
| 2   | Grécia    | 6   | 3 | 2 | 0 | 1 | 8  | 3  | +5  |
| 3   | Rússia    | 3   | 3 | 1 | 0 | 2 | 8  | 4  | +4  |
| 4   | Gibraltar | 0   | 3 | 0 | 0 | 3 | 0  | 19 | -19 |

### Grupo 11
| Pos | Seleção              | Pts | J | V | E | D | GP | GC | SG |
| --- | -------------------- | --- | - | - | - | - | -- | -- | -- |
| 1   | França               | 7   | 3 | 2 | 1 | 0 | 10 | 2  | +8 |
| 2   | Bósnia e Herzegovina | 6   | 3 | 2 | 0 | 1 | 4  | 3  | +1 |
| 3   | Geórgia              | 2   | 3 | 1 | 0 | 2 | 2  | 3  | -1 |
| 4   | Andorra              | 1   | 3 | 0 | 0 | 3 | 2  | 10 | -8 |

### Grupo 12
| Pos | Seleção    | Pts | J | V | E | D | GP | GC | SG |
| --- | ---------- | --- | - | - | - | - | -- | -- | -- |
| 1   | Ucrânia    | 9   | 3 | 3 | 0 | 0 | 7  | 1  | +6 |
| 2   | Noruega    | 6   | 3 | 2 | 0 | 1 | 11 | 3  | +5 |
| 3   | Montenegro | 3   | 3 | 1 | 0 | 2 | 1  | 7  | -6 |
| 4   | Albânia    | 0   | 3 | 0 | 0 | 3 | 1  | 9  | -8 |

### Grupo 13
| Pos | Seleção       | Pts | J | V | E | D | GP | GC | SG  |
| --- | ------------- | --- | - | - | - | - | -- | -- | --- |
| 1   | Eslováquia    | 7   | 3 | 2 | 1 | 0 | 12 | 2  | +10 |
| 2   | Turquia       | 6   | 3 | 2 | 0 | 1 | 8  | 3  | +5  |
| 3   | Cazaquistão   | 4   | 3 | 1 | 1 | 1 | 8  | 4  | +4  |
| 4   | País de Gales | 0   | 3 | 0 | 0 | 3 | 0  | 19 | -19 |

## Ligações Externas
- «Sítio oficial»